# Certifikační organizace
Certifikační organizace, certifikační orgán provádí certifikaci osob, výrobků, systémů managementů (něčeho). Rozlišují se dva typy certifikátů shody:
- Certifikát shody (produkt-produkt) je dokument, který certifikuje například, že opravené zařízení splňuje požadavky kladené na původní zařízení.
- Certifikát shody (produkt-norma): dokument, který vydává certifikační organizace o shodě příslušných produktů/služeb s požadavky, které jsou uvedeny v příslušné normě.

Typické nabízené certifikace jsou např.:
- certifikace systémů jakosti (ISO 9001);

- certifikace systémů environmentálního managementu (ISO 14001);
- certifikace systémů managementu bezpečnosti a ochrany zdraví(OHSAS 18001);
- certifikace systémů managementu bezpečnosti informací (ČSN ISO/IEC 27001).